# Sometimes I Feel Like Screaming
„Sometimes I Feel Like Screaming“ je skladba britské hardrockové skupiny Deep Purple. Objevila se na albu Purpendicular z roku 1996 jako 7 minut a 29 sekund dlouhá rocková balada. Napsána byla o rok dříve.
Tato píseň je považována za jednu z nejlepších skladeb nahraných Deep Purple po jejich opětovném shledání v roce 1984 a hraje se často v živých vystoupeních kapely.
„Sometimes I Feel Like Screaming“ byla jednou z prvních písní, které byly nahrány se Stevem Morseem na kytaru. Zahrnuje honosný melodický styl a vokální výbuchy Iana Gillana a uzavírá ho opakující se kytarové sólo Morse. Ten vzpomíná na vznik písně tak, že když se nudil, hrál si ji potichu sám pro sebe. Gillan a Jon Lord jej při tom slyšeli a řekli si, že budou s tímto motivem nadále pracovat a ještě téhož dne tuto skladbu dokončili.
Text pojednává o muži, který nostalgicky vzpomíná na svou lásku.